# Elmar Reinders
Elmar Reinders (14 de março de 1992) é um ciclista profissional neerlandês que desde 2020 corre para a equipa Riwal Cycling Team.

## Palmarés
- 2014
  - 1 etapa do Tour de Berlim

- 2015
  - Ster van Zwolle

- 2016
  - Tour de Zuidenveld[2]

- 2021
  - Skive-Løbet
  - Tour de Zuidenveld
  - 1 etapa do Tour de Bretanha

- 2022
  - Bloeizone Elfsteden Fryslan
  - 1 etapa do Tour de Olympia
  - 1 etapa do Circuito das Ardenas
  - Memorial Arno Wallaard
  - 1 etapa do Tour de Bretanha